# Абдурашид-хан (Турфан)
Абдурашид-хан (также Абдаршту, Абдершту, Обдуршту) — кратковременный (1680—1682) правитель Турфана и Чалыша (совр. Карашар) в Восточном Туркестане (Могулистан). 

## История
Один из чингизидов, сын Бабахана и потомок хана Чагатая. Именно он сумел превратить Турфан в фактически независимый удел, в котором находили убежище многие противники яркендских властей того времени. Стал известен в России благодаря упоминаниям в летописных документах Сибирского приказа. Весной 1691 года к иркутскому воеводе Л. К. Кислянскому в Ильинскую слободу прибыли посланцы от Галдана Бошокту-хана, который, заняв пост главы Джунгарского ханства, решил покончить с непокорным уделом и после осады взял его правителя (Абдурашид-хана) в плен вместе с его женой. Новый правитель джунгар создал пленённому Абдурашид-хану вполне приемлемые условия проживания: пленнику выплачивали в год по тысяче лан серебра и также покрывали расходы на пропитание и содержание скота. Более того, правителем захваченного удела был назначен брат Абдурашид-хана Мамандимин-хан. Бывшим подданным хана разрешалось продолжать его навещать многие годы после завершения его кратковременного правления:
«У Бушухту-хана бухарейской иркенской Абдуршту-хан и з женою своею, а взят-де он войною приступом к городом назад тому лет з 10, а к тому-де Иркенску взято бухарейских городов с 40, владеет-де ими Бушухту-хан. И с тех-де городов емлет Бушухту-хан их дань на себя, а иное-де посылает тое ж дани к Далай-ламе, в которого-де он, Бушухту-хан, верует. А в-Ыркенском-де посажен от Бушухту-хана ханом Мамандимин-хан и велено ему владеть и росправа чинить Иркенским и иным городами, а городыде те все каменные. А тот-де Мамандимин- хан ханова ж колена иркенского Абдуршту-хана брат. И на корм-де от Бушухту-хана идёт тому полоненому Абдершту-хану на год по тысече лан серебра, также и иные кормы и скот, а из-Ыркенского- де к нему, Обдуршту-хану, прежние ево бояре и бухарцы приезжают повольно».